# Tommy Lasorda
Thomas Charles "Tommy" Lasorda, född den 22 september 1927 i Norristown i Pennsylvania, död den 7 januari 2021 i Fullerton i Kalifornien, var en amerikansk professionell basebollspelare och -tränare som spelade tre säsonger i Major League Baseball (MLB) 1954–1956 och senare var tränare i MLB i 21 säsonger 1976–1996. Lasorda var som aktiv vänsterhänt pitcher.
Lasorda gjorde inget större väsen av sig som spelare, men som tränare för storklubben Los Angeles Dodgers under åren 1976–1996 blev han mycket framgångsrik. Han vann 1 599 matcher totalt under grundserien och ledde två gånger klubben till seger i World Series (1981 och 1988). Två gånger vann han utmärkelsen Manager of the Year Award i National League (1983 och 1988). Året efter det att han tvingats sluta av hälsoskäl valdes han in i National Baseball Hall of Fame och samma år pensionerade Dodgers hans tröjnummer 2.
Lasorda var förbundskapten för USA vid olympiska sommarspelen 2000 i Sydney, där han ledde laget till guld.

## Spelarkarriär

### Major League Baseball

#### Philadelphia Phillies
Lasorda skrev inför 1945 års säsong på för Philadelphia Phillies och spelade under året för en av klubbens lägre farmarklubbar. De följande två åren spelade han inte eftersom han tjänstgjorde i USA:s armé, men 1948 var han tillbaka i en annan av Phillies farmarklubbar.

#### Brooklyn Dodgers
Inför 1949 års säsong köptes Lasorda av Brooklyn Dodgers och han tillbringade de nästföljande dryga fem säsongerna i Dodgers farmarklubbar. Den 5 augusti 1954 fick han så göra MLB-debut för Dodgers, men han spelade bara fyra matcher den säsongen. Även 1955 blev det bara fyra matcher för Lasorda under den säsong då Dodgers för första gången vann World Series. Övrig tid tillbringade han i en farmarklubb.

#### Kansas City Athletics
Lasorda köptes av Kansas City Athletics inför 1956 års säsong och fick litet mer speltid än han fått tidigare. Han spelade 18 matcher och var 0–4 (inga vinster och fyra förluster) med en earned run average (ERA) på 6,15 innan han i juli byttes bort till New York Yankees. Han spelade aldrig någon mer match i MLB.

#### New York Yankees
För Yankees fick Lasorda bara spela för en farmarklubb under resten av 1956 års säsong och inledningen av 1957 års säsong.

#### Brooklyn/Los Angeles Dodgers
I maj 1957 köptes Lasorda av sin gamla klubb Brooklyn Dodgers, men under resterande del av den säsongen och de tre därpå följande fick han bara spela i farmarklubbar. I juli 1960 släpptes han av klubben och hans aktiva karriär var därmed över.
Lasorda arbetade därefter under några år som talangscout för Dodgers.

## Tränarkarriär

### Major League Baseball

#### Los Angeles Dodgers
Sitt första uppdrag som tränare fick Lasorda 1965 i en av Dodgers lägre farmarklubbar. Han fortsatte som tränare i farmarligorna till och med 1972, då han hade hand om Dodgers högsta farmarklubb.
Med början 1973 var Lasorda third base coach, en av flera assisterande tränare, för Dodgers under dåvarande huvudtränaren Walter Alston. Han hade detta uppdrag fram till slutet av 1976 års säsong, då han fick ta över jobbet som huvudtränare de sista fyra matcherna av säsongen. Det var början på en nästan 20 år lång era i klubben med Lasorda som huvudtränare.
Under Lasordas två första hela säsonger som huvudtränare, 1977–1978, vann Dodgers National League och gick till World Series, där det dock båda gångerna blev förlust mot New York Yankees. Han och Dodgers fick dock revansch mot Yankees i World Series 1981.
Lasorda vann utmärkelsen Manager of the Year Award 1983 som den bästa tränaren i National League. Detta var första gången som priset delades ut. Dodgers gick till slutspel den säsongen men åkte ut i finalen i National League, National League Championship Series (NLCS). Samma sak hände även två år senare.
Lasorda ledde Dodgers till seger i World Series för andra gången 1988, då han även för andra gången vann Manager of the Year Award. Segern i World Series över Oakland Athletics är kanske bäst ihågkommen för Kirk Gibsons mirakulösa matchavgörande homerun i första matchen.
Efter framgången 1988 dröjde det till 1995 innan Dodgers gick till slutspel igen och då blev det respass direkt i första omgången, National League Division Series (NLDS). Säsongen efter drabbades Lasorda av en hjärtinfarkt i slutet av juni och kunde inte fortsätta som tränare.
Totalt vann Lasorda 1 599 matcher i grundserien som tränare för Dodgers, medan han förlorade 1 439. Detta innebär en vinstprocent på 0,526 (52,6 %). Lägger man därtill två oavgjorda matcher så blir det totala antalet matcher i grundserien under Lasordas ledning 3 040. I slutspelet vann Lasorda 31 av 61 matcher (0,508 eller 50,8 %).
Redan 1997, året efter det att Lasorda slutade som tränare, valdes han in i National Baseball Hall of Fame och samma år pensionerade Dodgers hans tröjnummer 2.

### Internationellt
Lasorda var förbundskapten för USA vid olympiska sommarspelen 2000 i Sydney, där han ledde laget till guld, USA:s första i baseboll. Laget bestod av spelare från farmarligorna, av vilka några hade spelat i MLB. I finalen besegrades favoriterna Kuba med 4–0. I egenskap av förbundskapten fick Lasorda dock själv ingen medalj.

## Ledarkarriär
Direkt efter att han slutade som tränare började Lasorda arbeta i Dodgers ledningsgrupp (front office). Han var under en kort period under 1998 års säsong klubbens sportchef (general manager) och arbetade under de sista åren av sitt liv som rådgivare (special advisor to the chairman).

## Privatliv
Lasorda var gift med Jo från 1950 och fram till sin död. De fick två barn, en son som hette Tom Jr (död 1991) och en dotter som hette Laura.
Lasorda avled den 7 januari 2021. Han hade vid sin död arbetat för Dodgers i 71 år.

## Utmärkelser
Asteroiden 6128 Lasorda är uppkallad efter Lasorda.